# Dirk Vellert

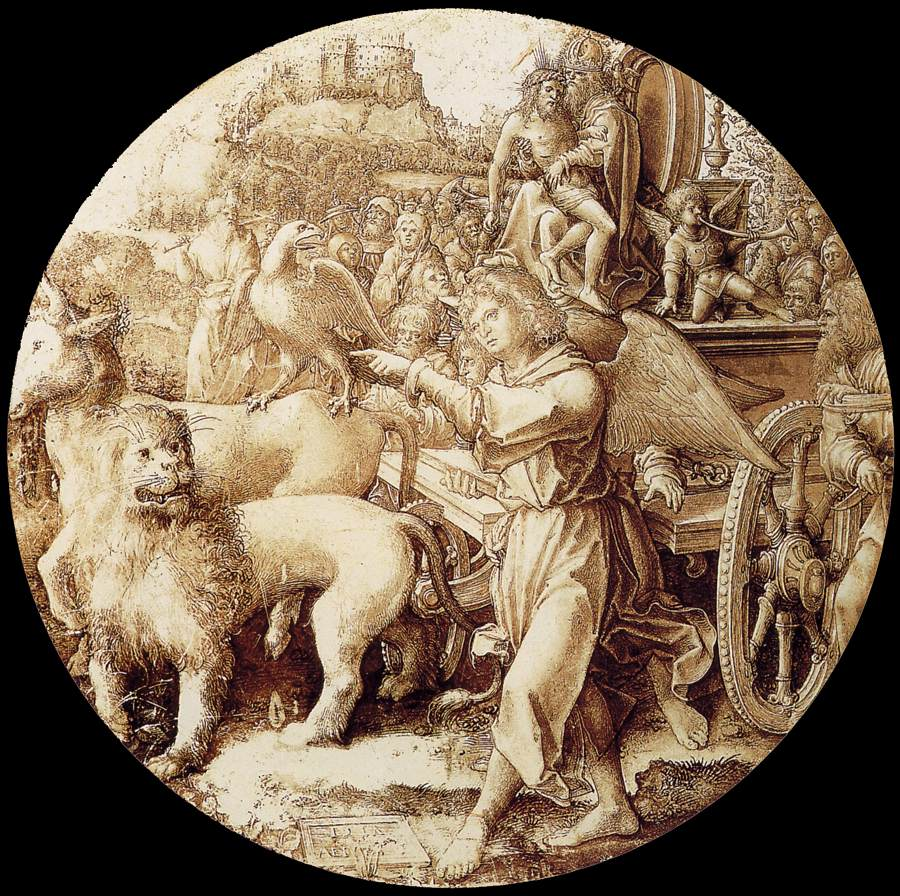
Triomf van het Geloof, målat glasfönster av Vellert.

Dirk Jacobsz. Vellert, född omkring 1485, död efter 1547, var en nederländsk målare och grafiker.
Vellert var först verksam i Amsterdam, senare i Antwerpen.